# Necro Mancer
Necro Mancer (у Твіттері — @666_mancer) — анонімний OSINT-дослідник, що займається встановленням, документацією і аналізом подій Війни на сході України, зокрема — веде поіменну базу даних щодо втрат росіян і місцевих колабораціоністів.
Матеріали дослідника використовувала низка інших ЗМІ та організацій. [⇨]

## Історія
Necro Mancer живе у Донецьку, і почав писати у квітні 2014 року після окупації міста проросійськими бойовиками.
Два головних напрями його роботи — документація інформації від місцевих про бойові дії, і збір інформації про комбатантів з російської сторони у відкритих джерелах на кшталт соцмереж. Зокрема, Necro Mancer створює поіменну базу даних щодо втрат росіян і місцевих колабораціоністів. Дослідник веде окремо облік бойових, небойових втрат, смерті від ран і хвороб, а також здійснює верифікацію знайдених даних, відсіюючи дезінформацію — хибні повідомлення про смерть.
Станом на березень 2019 року, його база містила 4756 імен.

## Вплив
Матеріали дослідника неодноразово використовувалися впливовими ЗМІ, зокрема Радіо Свобода, УНІАН тощо, а також визнаються як впливові такими іноземними аналітичними центрами як Crisis Group та Institute for the Study of War